# Lena Olin

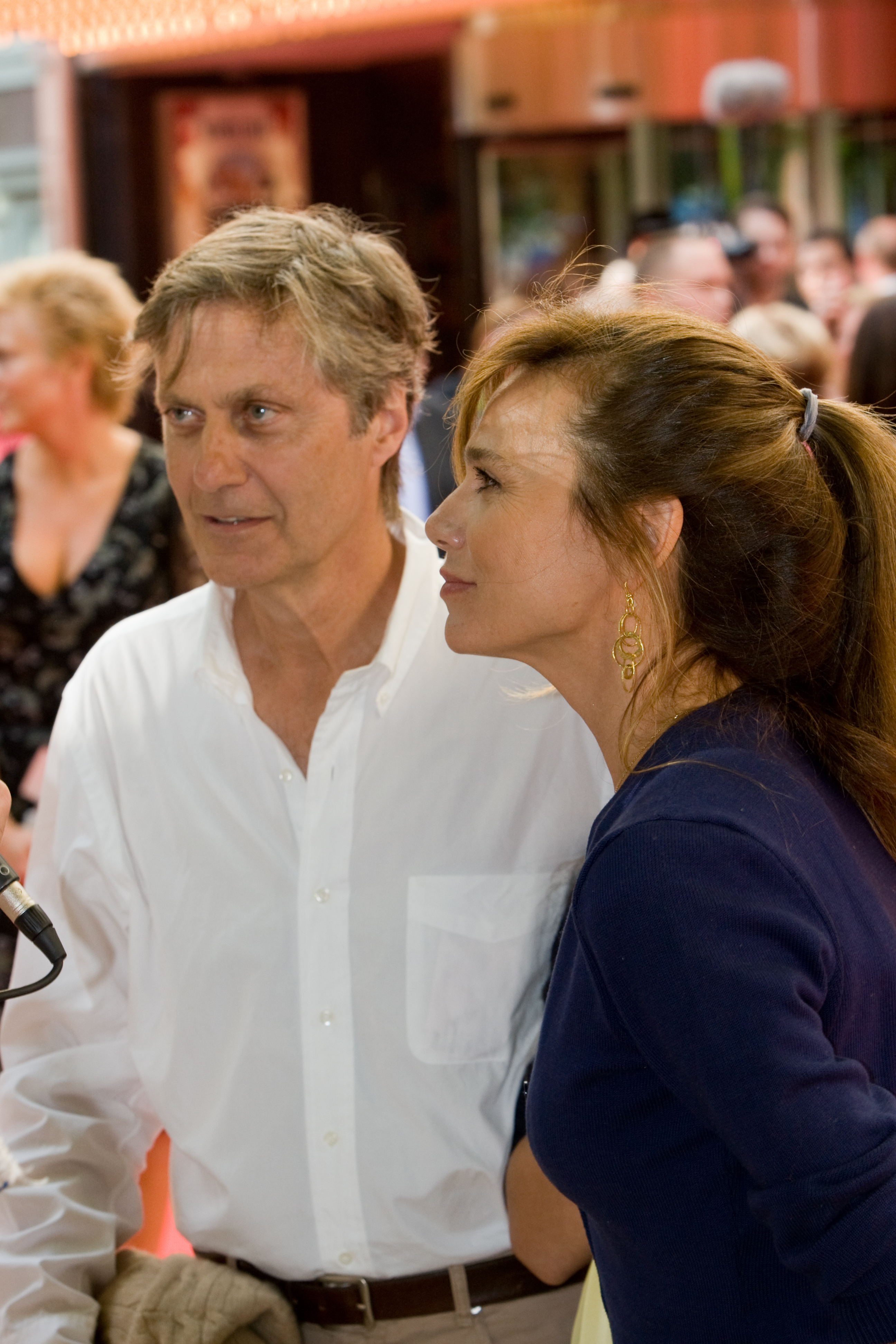
Lena Olin a Lasse Hallström

Lena Maria Joanna Olin (* 22. března 1955, Stockholm, Švédsko) je švédská herečka.
Jejím otcem je švédský herec a režisér Stig Olin, který se objevil například ve filmech Ingmara Bergmana. Vystudovala herectví a po dokončení studia se začlenila do stockholmského Královského dramatického divadla, kde hrála například v dramatu Král Lear a ve hře Hra snů, které režíroval Ingmar Bergman.
Do povědomí diváků se dostala svojí rolí ve filmovém zpracování románu Milana Kundery Nesnesitelná lehkost bytí, kde ztvárnila roli české umělkyně Sabiny, milenky mladého pražského neurochirurga Tomáše, kterého hrál Daniel Day-Lewis.
V roce 1989 byla nominována na Oscara za film Nepřátelé: Příběh lásky, kde ztvárnila jednu ze tří hrdinek, které spojuje milostné pouto k polskému emigrantovi.
Od roku 1994 je manželkou švédského režiséra Lasse Hallströma, v jehož filmu Čokoláda vytvořila postavu týrané Josephine.

## Filmografie

### Film
| Rok  | Název                            | Role                       | Poznámky                                                                |
| ---- | -------------------------------- | -------------------------- | ----------------------------------------------------------------------- |
| 1976 | Face to Face                     | prodavačka                 |                                                                         |
| 1977 | Friaren som inte ville gifta sig | cikánka                    | televizní film                                                          |
| 1977 | Taboo                            | dívka                      |                                                                         |
| 1978 | The Adventures of Picasso        | Dolores                    |                                                                         |
| 1980 | Love                             | Lena                       |                                                                         |
| 1982 | Som ni behagar                   |                            | televizní film                                                          |
| 1982 | Gräsänklingar                    | Nina                       |                                                                         |
| 1982 | Fanny a Alexandr                 | Rosa                       | (od Ingmara Bergmana)                                                   |
| 1983 | After the Rehearsal              | Anna Egerman (starší)      | televizní film                                                          |
| 1985 | Wallenberg: A Hero's Story       | Marta                      | televizní film                                                          |
| 1986 | Glasmästarna                     | Lady with Dog              | TV movie                                                                |
| 1986 | Flight North                     | Karin                      |                                                                         |
| 1986 | A Matter of Life and Death       | Nadja Melander             |                                                                         |
| 1987 | Komedianter                      | Ann                        | TV movie                                                                |
| 1988 | Nesnesitelná lehkost bytí        | Sabina                     | nominace—Zlatý glóbus za nejlepší ženský herecký výkon ve vedlejší roli |
| 1988 | Friends                          | Sue                        |                                                                         |
| 1989 | S/Y Glädjen                      | Annika Larsson             |                                                                         |
| 1989 | Enemies, A Love Story            | Masha                      | nominace—Oscar za nejlepší ženský herecký výkon ve vedlejší roli        |
| 1990 | Hebriana                         | Lena                       | televizní film                                                          |
| 1990 | Havana                           | Bobby Duran                |                                                                         |
| 1993 | Romeo Is Bleeding                | Mona Demarkov              |                                                                         |
| 1993 | Mr. Jones                        | Dr. Elizabeth Bowen        |                                                                         |
| 1995 | The Night and the Moment         | The Marquise               |                                                                         |
| 1996 | Night Falls on Manhattan         | Peggy Lindstrom            |                                                                         |
| 1998 | Polish Wedding                   | Jadzia                     |                                                                         |
| 1998 | Hamilton                         | Tessie                     |                                                                         |
| 1999 | Mystery Men                      | Dr. Anabel Leek            |                                                                         |
| 1999 | Devátá brána                     | Liana Telfer               | (od Romana Polańského)                                                  |
| 2000 | Čokoláda                         | Josephine Muscat           | nominace—Cena BAFTA za nejlepší ženský herecký výkon ve vedlejší roli   |
| 2001 | Ignition                         | Judge Faith Mattis         |                                                                         |
| 2002 | Queen of the Damned              | Maharet                    |                                                                         |
| 2002 | Darkness                         | Maria                      |                                                                         |
| 2003 | The United States of Leland      | Marybeth Fitzgerald        |                                                                         |
| 2003 | Hollywood Homicide               | Ruby                       |                                                                         |
| 2005 | Casanova                         | Andrea                     |                                                                         |
| 2005 | Bang Bang Orangutang             | Nina                       |                                                                         |
| 2007 | Awake                            | Lilith Beresford           |                                                                         |
| 2008 | Předčítač                        | Rose Mather / Ilana Mather |                                                                         |
| 2010 | Nezapomeň na mě                  | Diane Hirsch               |                                                                         |
| 2012 | The Hypnotist                    | Simone Bark                |                                                                         |
| 2013 | The Devil You Know               | Kathryn Vale               |                                                                         |
| 2013 | Noční vlak do Lisabonu           | Older Estefânia            |                                                                         |
| 2017 | Maya Dardel                      | Maya Dardel                |                                                                         |
| 2018 | The Artist's Wife                | Claire Smythson            |                                                                         |

### Televize
| Rok       | Název                                     | Role              | Poznámky                |
| --------- | ----------------------------------------- | ----------------- | ----------------------- |
| 2001      | Hamilton                                  | Tessie            |                         |
| 2002–2006 | Alias                                     | Irina Derevko     | 27 epizod               |
| 2010      | Zákon a pořádek: Útvar pro zvláštní oběti | Ingrid Block      | epizoda: „Confidential“ |
| 2014—2015 | Welcome to Sweden                         | Viveka Börjesson  | 20 epizod               |
| 2016      | Vinyl                                     | Mrs. Fineman      | 3 epizody               |
| 2017      | Riviera                                   | Irina Atman       | hlavní role             |
| 2017      | Mindhunter                                | Annaliese Stilman |                         |